# Rafael José Pimentel Villegas
Rafael José Pimentel Villegas (Trujillo, Venezuela, 22 de enero 1930; Isla de Margarita, Venezuela, 3 de octubre 1978) fue un reconocido médico cirujano militar venezolano. Fue director del servicio de cirugía del Hospital Militar "Dr. Carlos Arvelo" de Caracas.

## Reseña biográfica
Fue hijo de doctor Roberto Pimentel Troconis (1895-1948) y de doña Margarita Villegas Carrillo (1900-1987).
Estudió sus primeras letras en la Escuela Rural 965 de la comunidad de Pampanito, para luego finalizar la Educación Primaria en el Instituto Trujillo, de la ciudad de Trujillo. Los estudios de Educación Media General y Diversificada los realizó en el Liceo Cristóbal Mendoza, en Trujillo, y el Liceo Libertador, en Mérida.
Inició los estudios de Medicina en la Universidad de los Andes, en Mérida, y los finalizó en la Universidad Central de Venezuela, en Caracas. Egresó como Médico Cirujano en 1956, en la Promoción "Arnoldo José Gabaldón".
Su carrera profesional la inicia como integrante del servicio de cirugía de la Cruz Roja Venezolana en 1956, dirigido por el excelso médico Rómulo Lander. En 1959 ingresa al Hospital Militar "Doctor Carlos Arvelo" (entonces Hospital Central de las Fuerzas Armadas), en Caracas, y se asimila como oficial del Ejército con el rango de Teniente. Fue nombrado Auxiliar del Servicio de Cirugía en 1960.
Rafael José Pimentel Villegas contrajo nupcias en Caracas con doña Carmen Lucía Villasmil Díaz en 1960. De esa unión nacieron sus seis hijos: Pablo Emilio (1962), María Margarita (1963), Manuel Felipe (1965), María Gabriela (1966), Rafael José (1969) y Carmen Lucía (1972).
En 1962 viaja a Nueva York para trabajar junto al doctor Elliot Hurwitt y realiza la especialidad en Cirugía General en el Hospital Montefiore de la ciudad de Nueva York. 
De vuelta en Caracas, recibió el grado de Doctor en Ciencias Médicas en la Universidad Central de Venezuela en 1968, y fue nombrado como Jefe del Servicio de Cirugía del Hospital Militar "Dr. Carlos Arvelo", en 1973.
En 1975 ascendió al rango de Coronel del Ejército.
Rafael José Pimentel Villasmil falleció el 3 de octubre de 1978, cuando el avión Beechcraft Super King Air (matrícula YV141CP) en el cual viajaba en vuelo privado desde Caracas a Porlamar se estrelló en el área denominada Los Bagres, en la Isla Margarita.

## Distinciones

### Condecoraciones
- Barra insignia "Honor al Merito", Hospital Militar "Doctor Carlos Arvelo", 1966.
- Orden Rafael Urdaneta, Tercera Clase, 1969.
- Orden del Libertador, Grado de Caballero, 1974.
- Cruz de la Fuerza Aérea Venezolana, Segunda Clase, 1974.[3]
- Cruz de las Fuerzas Terrestres, Segunda Clase, 1976.
- Orden Francisco de Miranda, Grado de Precursor (Segunda Clase), 1977.
- Condecoración de la Asociación de Cirujanos Militares de los Estados Unidos, 1977.
- Barra insignia "Honor al Merito", Comando Regional N°5 de la Guardia Nacional (Post mortem), 1978.

### Diplomas
- Sociedad de Médicos del Hospital "Carlos J. Bello" de la Cruz Roja Venezolana, 1961.
- Cruz Roja Venezolana, en reconocimiento a once años ininterrumpidos como Cirujano del Hospital "Carlos J. Bello", 1967.
- Cruz Roja Venezolana, como Cirujano del Hospital "Carlos J. Bello", 1971
- Presidencia de la República de Venezuela, como funcionario de Carrera, 1974.

## Práctica profesional
Rafael José Pimentel Villegas desarrolló una intensa labor profesional en el campo de la cirugía, y formó parte de las siguientes sociedades y asociaciones médicas:
- Miembro de la Cruz Roja Venezolana, 1961.
- Miembro de la International Cardiovascular Society, 1961.
- Miembro titular de la Sociedad Venezolana de Cirugía desde 1962, de la cual fue su Secretario General en 1971.
- Miembro correspondiente de la Sociedad Latinoamericana de Anatomía Patológica, 1964.
- Miembro del Colegio Americano de Cirujanos, 1967.
- Miembro de la Société Internacionale de Chirugie, 1967.
- Miembro de The Association of Military Surgeons of the United States, 1977.